# داستان پلیس ۲
داستان پلیس ۲ (انگلیسی: Police Story 2) فیلمی در ژانر اکشن، رزمی، و کمدی به کارگردانی جکی چان است که در سال ۱۹۸۸ منتشر شد. از بازیگران آن می‌توان به مگی چونگ و جکی چان اشاره کرد.